# Le saviez-vous ?
 (mars 2023).
Si vous disposez d'ouvrages ou d'articles de référence ou si vous connaissez des sites web de qualité traitant du thème abordé ici, merci de compléter l'article en donnant les références utiles à sa vérifiabilité et en les liant à la section « Notes et références ».
Dans les médias de toutes sortes, qu'ils soient écrits (imprimés, Internet) ou audiovisuels (télévision, radio), la question « Le saviez-vous ? » est un titre traditionnellement utilisé pour un certain type de rubrique : courte et facilement lisible, ludique, elle se distingue du reste à la fois
- par le fond qu'elle traite : une information souvent anecdotique et très factuelle, le cas échéant vulgarisée, avec peu ou pas d'analyse ;
- par sa forme reconnaissable et caractéristique : mise en page particulière (encadré, fond coloré, police d'écriture différente), jingle ou chroniqueur dédié.

Il n'est pas rare d'en trouver sur les étiquettes d'emballages de produits, pour capter l'attention de l'acheteur potentiel en magasin, et compter sur le fait que s'il répète ce qu'il a lu, il citera la marque du produit sur lequel il l'a lu.
Il n'est pas rare d'en trouver également sur la page d'accueil de certains sites web, où elles sont remises à jour automatiquement (de manière aléatoire à chaque rechargement) ou manuellement.
On en trouve un équivalent en informatique dans certains logiciels, avec les astuces dites « astuces du jour », qui apparaissent à chaque lancement.
Dans l'émission télévisée Incroyable mais vrai !, il existe une séquence de ce type : son titre, « Le Favier-vous ? », est un double jeu de mots sur la paronymie avec le patronyme de sa présentatrice, Sophie Favier, et le défaut de prononciation de celle-ci.

## Autres dénominations
On trouve d'autres dénominations telles que « Zoom sur ».
Dans d'autres langues :
| Langue       | Dénomination      |
| ------------ | ----------------- |
| Allemand     | Wußten Sie schon? |
| Anglais      | Did you know?     |
| Espagnol     | ¿Sabías que…      |
| Espéranto    | Ĉu vi scias ke…   |
| Grec moderne | Γνωρίζετε ότι…    |
| Islandais    | Vissir þú…        |
| Italien      | Lo sapevi che…    |